# Robert Bennett (atleta)
Robert Bennett   (Providence, 9 d'agost de 1919 - 13 de desembre de 1974) va ser un atleta estatunidenc, especialista en el llançament de martell, que va competir durant les dècades de 1930 i 1940.
En el seu palmarès destaca el campionat de l'IC4A de 1939 i 1940. La Segona Guerra Mundial suposà un parèntesi a la seva prometedora carrera esportiva, però en acabar retorna amb força, guanyat el campionat de l'AAU i de l'IC4A de 1947 i el de l'AAU el 1948. El 1948 va prendre part en els Jocs Olímpics d'Estiu de Londres, on va guanyar la medalla de bronze en la prova del llançament de martell del programa d'atletisme.

## Millors marques
- Llançament de martell. 56.05 cm (1940)[2]